# Храм Введения во храм Пресвятой Богородицы в Барашах
Храм Введения во храм Пресвятой Богородицы в Барашах — православный храм в Басманном районе Москвы. Относится к Богоявленскому благочинию Московской епархии Русской православной церкви, имеет статус подворья Патриарха Московского и всея Руси.
Главный престол освящён в честь праздника Введения во храм Пресвятой Богородицы, приделы — во имя мученика Лонгина Сотника и во имя Пророка Илии.
Настоятель храма — протоиерей Сергий Крюков.

## История

### Барашевская слобода
Храм Введения в Барашах расположен на углу Барашевского и Подсосенского переулков рядом с Покровкой. В XV веке эти земли принадлежали Спасо-Андроникову монастырю. В 1476 году они отошли Ивану III, предложившему за них монастырю землю за Яузой. С этого же времени на этом месте известна церковь, освященная во имя Ильи Пророка — Ильи под Сосною. Рядом с ней была расположена царская Ильинская слободка.
В XVI веке здесь формируется Барашевская слобода. «Бараши», от слова «бара» — мягкая рухлядь. Барашами назывались царские слуги, возившие за государем в походах шатры и занимающиеся их установкой. К 1620 году документы отмечают наличие в слободе двух приходских церквей — Воскресенской и Введенской. Доподлинно известно, что в 1660-х годах при Введенской церкви действовала одна из первых московских школ. Её устроил на свои средства местный священник И. Фокин.

### Строительство храма
Первая каменная церковь Введения в Барашах была освящена в 1647 году, а в 1653 году был освящён придел Пророка Илии. Позднее, в 1668 году, был освящён придел Лонгина Сотника, считавшегося покровителем московского царского рода.
Подготовка к строительству нового храма, дошедшего до наших дней, началась в 1688 году с заготовки 100 тысяч кирпичей. В новом Введенском храме первым был освящён северный придел Лонгина Сотника (1698), вслед за ним придел Пророка Ильи (1699). При строительстве нового храма были частично использованы стены и детали предыдущего храма, постройки 1668 года. Строительство было закончено к 1701 году, о чём свидетельствует надпись на антиминсе:
«Освящаем был лета 7155 года, от Рождества Христова 1647 года, месяца октября 11 дня при святейшем патриархе Иоасафе. Возобновляем был лета 7210, от Рождества Христова 1701 года ноября 23 дня Преосвященнейшим Парфением Митрополитом Азовским».

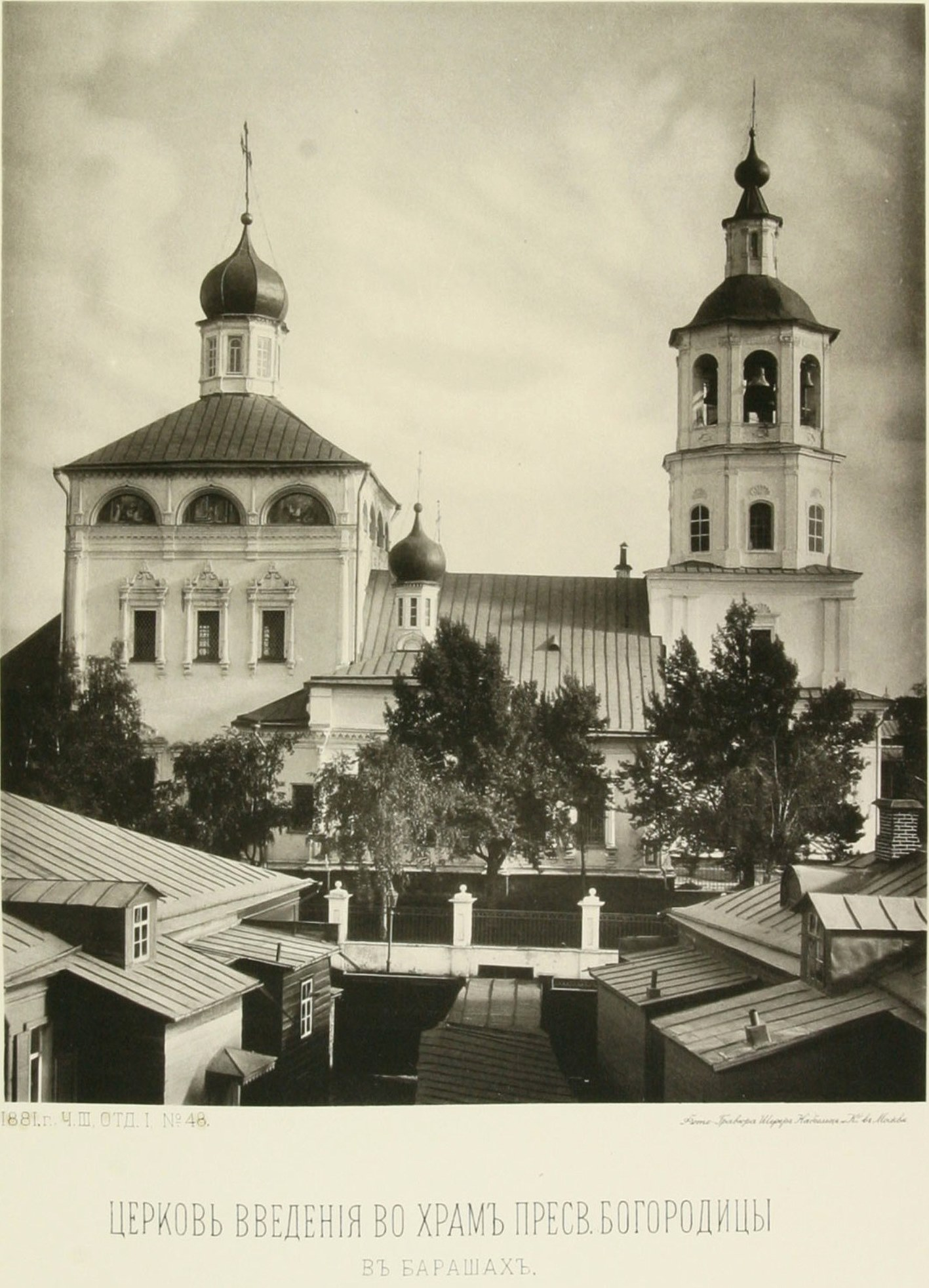
Фотография Николая Найдёнова, 1883 год

Введенский храм представляет собой образец постройки в стиле московского барокко — с большим количеством украшений во внешней отделке: пышными с колонками наличниками окон, поставленными ярусами друг на друга группами колонок на углах четверика и венчающими стены кокошниками. Поражает большое обилие мелких деталей — карнизов, тяг, архивольтов, а также кронштейнов, поддерживающих снизу наличники окон. Согласно исследованиям реставраторов, первоначально кровля храма имела комбинированное покрытие, состоявшее из белого камня и цветной поливной черепицы. Предположительно, это было связано с запретом Петра I на использование железа при устройстве кровель на момент строительства. Эта кровля просуществовала до 1770 года, когда во время ремонта она была заменена на обычную, из листового железа.
В 1737 году здание храма пострадало от пожара. Очевидно, что во время восстановительных работ была построена сохранившаяся до настоящего времени ярусная колокольня. Своей формой и декором она аналогична колокольне храма Рождества Иоанна Предтечи на Варварке, построенной в 1741 году, и некоторым другим постройкам этого периода.
Очередная реконструкция храма проводилась в 1815 году. Для увеличения освещённости в четвериках приделов были прорублены дополнительные полукруглые окна. По проекту П. М. Казакова (сын архитектора Матвея Казакова) были сделаны новые иконостасы. Реконструкция продолжилась в 1837 году, когда был значительно расширен придел Лонгина Сотника. В это же время внутри трапезной два тяжёлых четырёхугольных столба были искусно переделаны каждый в четыре круглые колонны с просветом между ними. Была переложена северная часть западного свода трапезной и проведены некоторые другие работы.

### Советский период
9 февраля 1932 года вышло постановление президиума Московского областного исполнительного комитета, в котором было указано, что храм Введения в Барашах необходимо закрыть, а затем снести, освободив таким образом место под строительство многоэтажного дома. Перед закрытием храма часть икон его иконостаса была передана в Третьяковскую галерею.
Несмотря на это постановление, храм не был снесён. В его здании после частичной перестройки было размещено общежитие строительных рабочих, затем завод электроизделий. В 1948 году во время пробития стены для нужд завода в специально устроенных нишах были найдены три скелета. По рассказам рабочих, на месте захоронения они нашли также золотые кресты и золотые короны. В 1977 году завод начал переезжать на новое место и к 1979 году переехал полностью, оставив после себя полуразрушенное и сильно перестроенное здание храма.
Первые попытки реставрации храма были предприняты в 1976 году. В результате возобновившихся реставрационных работ к 1983 году было частично завершено восстановление колокольни, на ней был водружён крест, были установлены и главки приделов, но большая часть храма была по-прежнему окружена строительными лесами. Реставрация храма была завершена только к 1990 году. До 1993 года помещения храма занимал цех реставрации металла Всесоюзного производственного научно-реставрационного комбината (ВПНРК).

### Новейшая история
В 1993 году храм Введения в Барашах был передан Русской православной церкви.
1 сентября 2015 года распоряжением патриарха Московского и всея Руси Кирилла при храме было учреждено представительство Кишинёвско-Молдавской митрополии. 12 апреля 2021 года указом патриарха Кирилла представительство Кишинёвско-Молдавской митрополии перемещено в храм Троицы Живоначальной в Конькове.

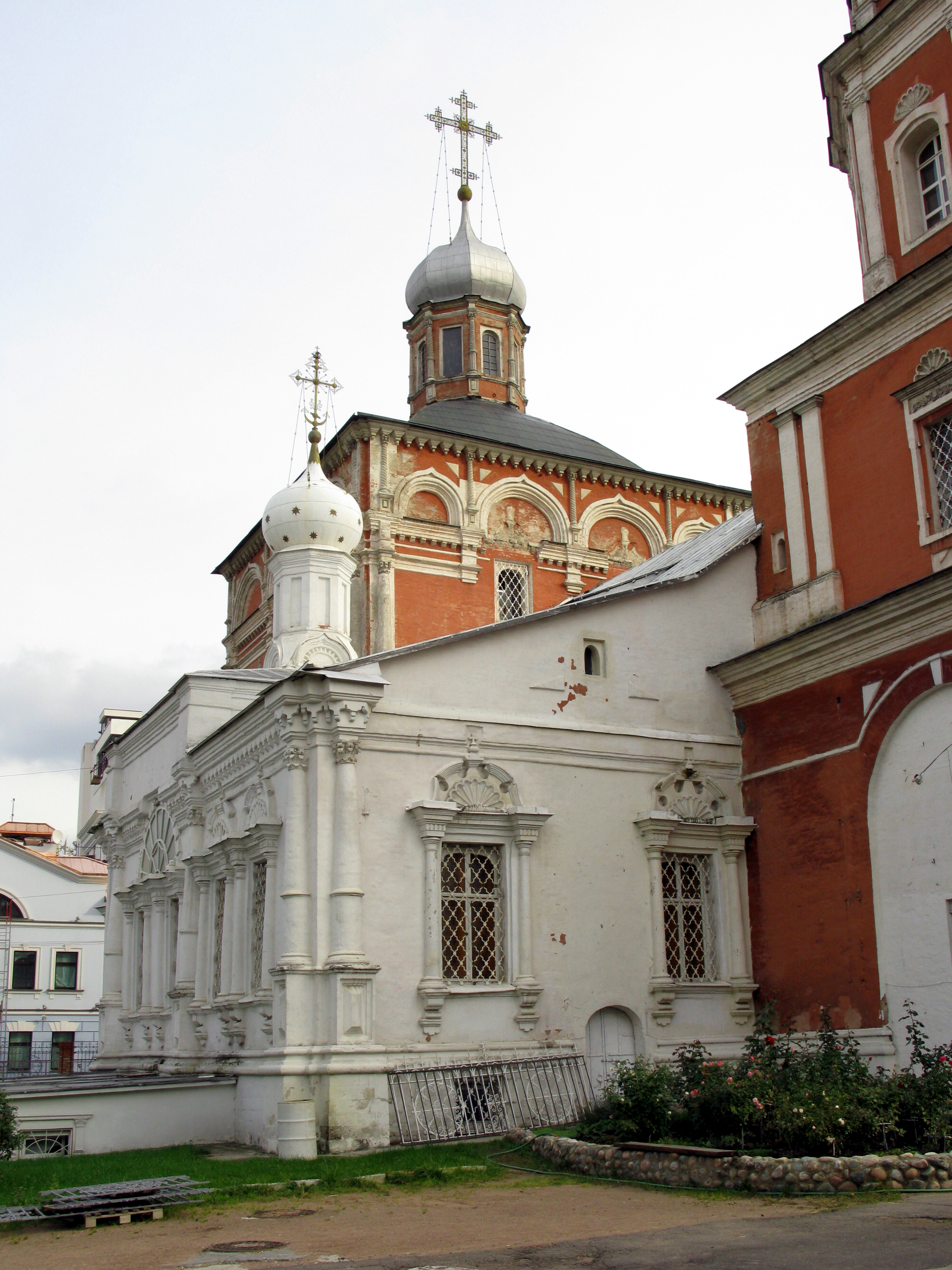
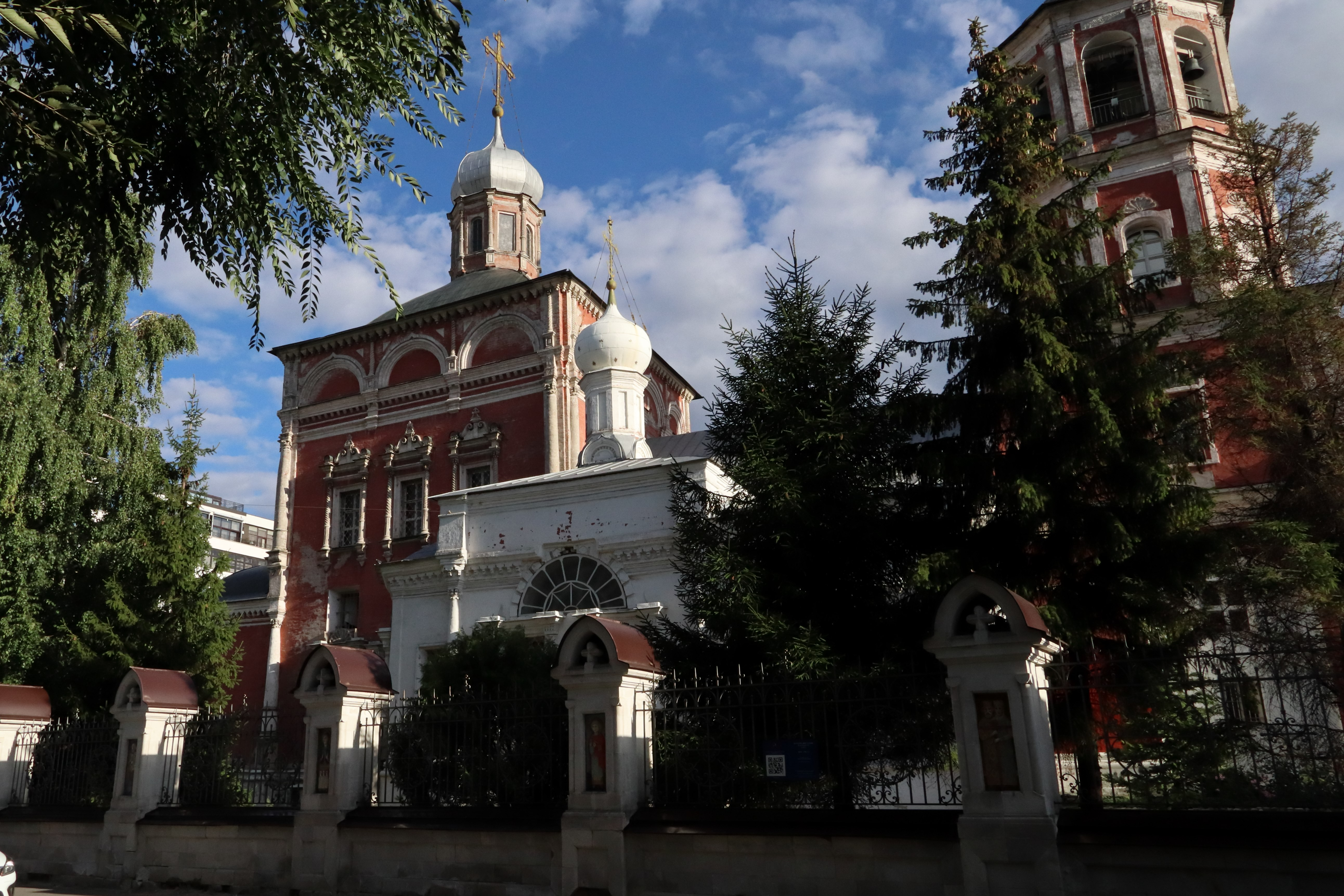
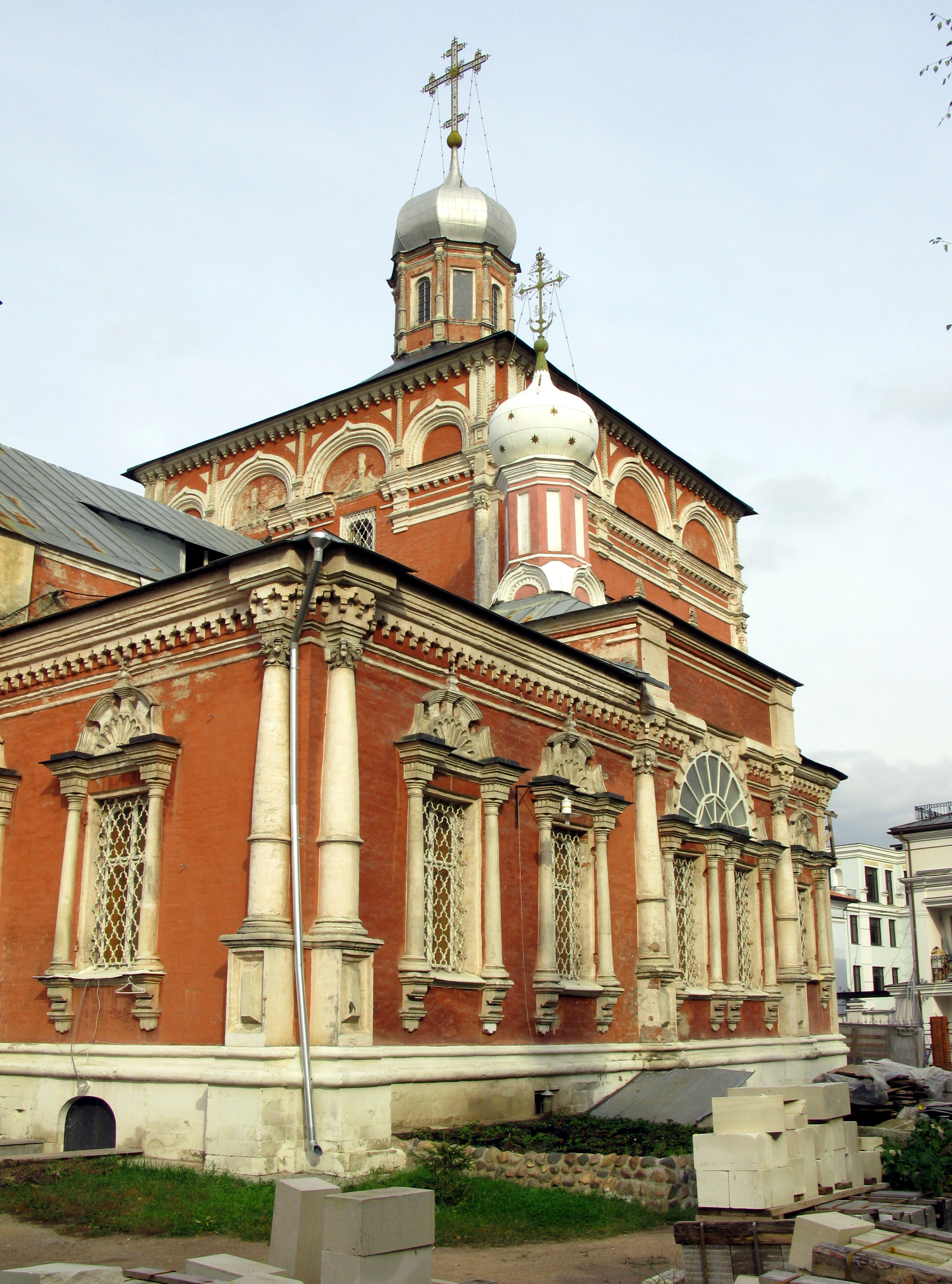
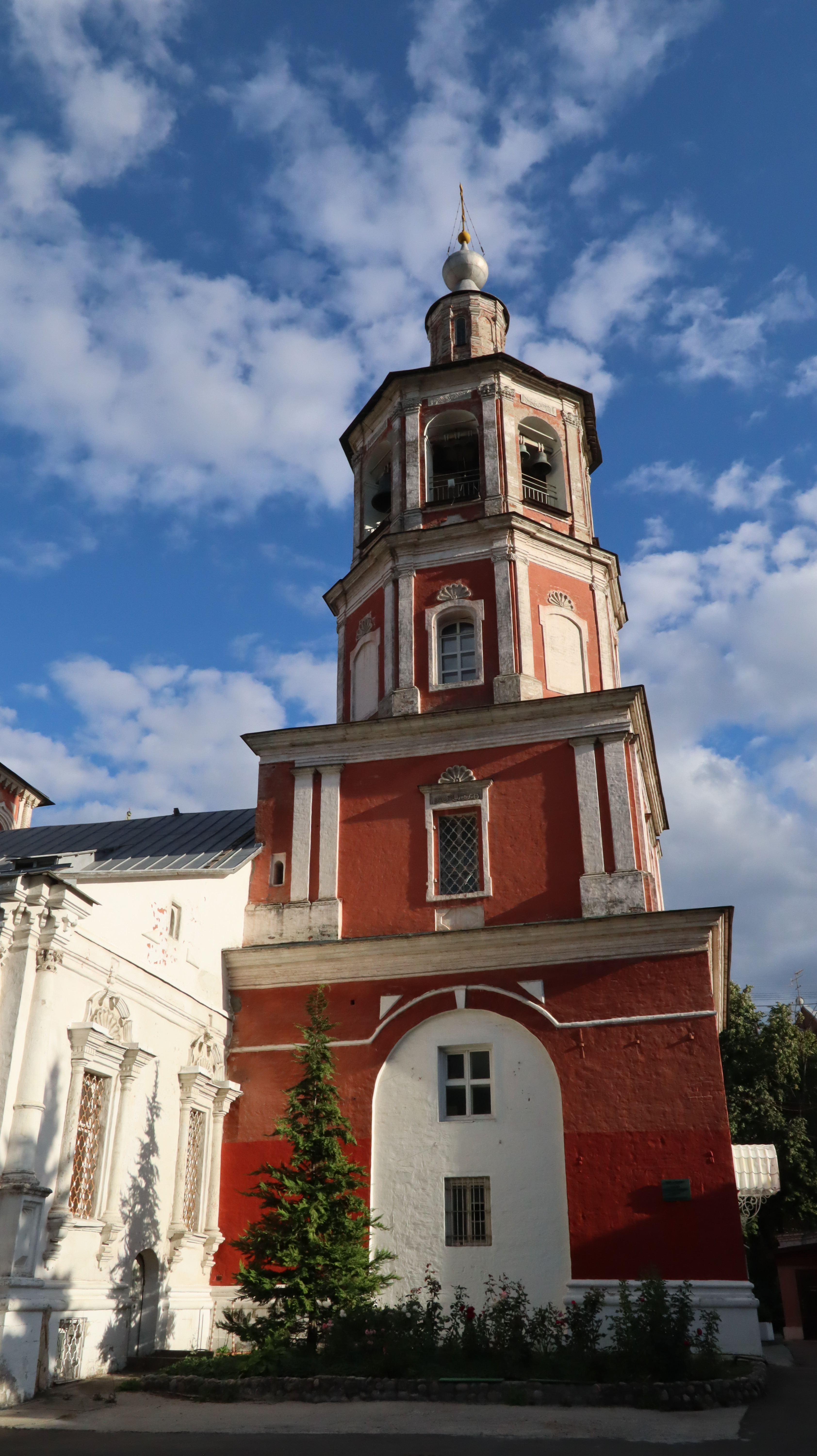
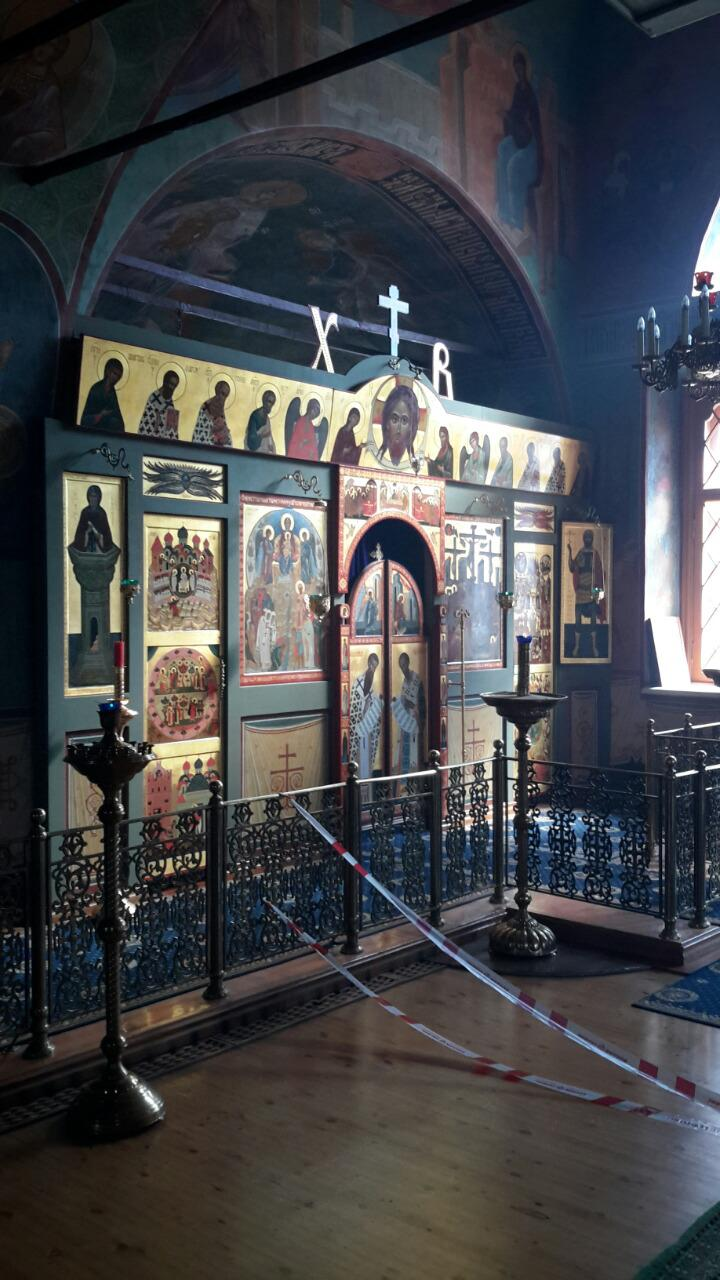
Иконостас придела Лонгина сотника

## Духовенство
- Настоятель храма — протоиерей Сергий Крюков[8]